# Александр Малинов (станция метро)
Александр Малинов — станция 1 линии Софийский метрополитен.

## Описание
Расположена на юге Софии, примыкание из трёх станций к 1 линии. Находится между станциями Младость 1 и Академик Александр Теодоров-Балан.

## История
Строилась в 2012—2015 годах, в составе участка из трёх станций.

## Пуск
Открыта 8 мая 2015 года.